# Fernleaf Classic 1988
Fernleaf Classic 1988 — жіночий тенісний турнір, що проходив на відкритих кортах з твердим покриттям у Веллінгтоні (Нова Зеландія). Належав до турнірів 1-ї категорії в рамках Туру WTA 1988. Тривав з 1 до 8 лютого 1988 року. Змагання в одиночному розряді виграла 13-та сіяна Джилл Гетерінгтон.

## Фінальна частина

### Одиночний розряд
Джилл Гетерінгтон —  Катріна Адамс 6–1, 6–1
- Для Гетерінгтон це був 2-й титул за сезон і 3-й — за кар'єру.

### Парний розряд
Патті Фендік /  Джилл Гетерінгтон —  Белінда Кордвелл /  Джулі Річардсон 6–3, 6–3
- Для Фендік це був 3-й титул за сезон і 3-й — за кар'єру. Для Гетерінгтон це був 3-й титул за сезон і 4-й — за кар'єру.